# William Conant Church

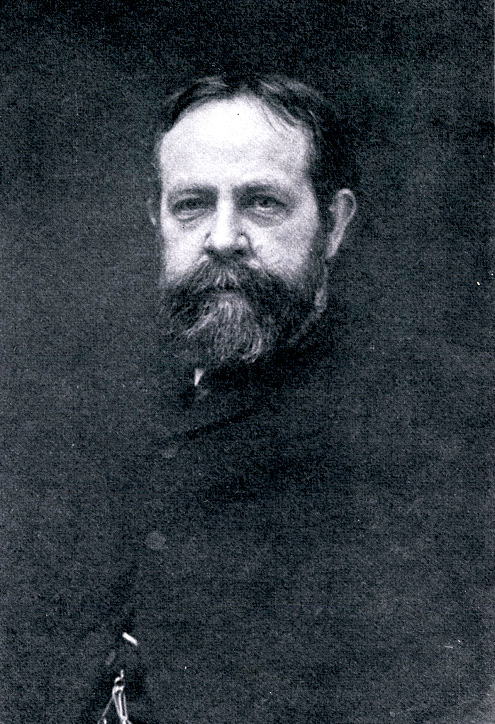
William Conant Church

William Conant Church (* 11. August 1836 in Rochester, New York; † 23. Mai 1917 in New York City) war ein US-amerikanischer Verleger, Journalist und Soldat. Er war einer der beiden Gründer der National Rifle Association.

## Leben
William Conant Church war der Sohn eines baptistischen Geistlichen. Sein Vater Pharcellus war zugleich Journalist und gründete „The New York Chronicle“. William wurde an der Boston Latin School erzogen. Noch während seiner Jugend engagierte er sich mit 19 Jahren und half seinem Vater beim Redigieren und Herausgeben des New York Chronicle. Im Jahr 1860 wurde er Verleger der New York Sun und von 1861 bis 1862 war er Washingtoner Korrespondent der New York Times.
Er zog sich aus seiner journalistischen Position nach seiner Anstellung als Captain in der US-Freiwilligenarmee im Jahr 1861 zurück und diente zwei Jahre, wobei er die Dienstgrade Major und Oberstleutnant erhielt. 1863 heiratete er Mary Elizabeth Metcalf. Mit seinem Bruder Francis Pharcellus Church gründete er The Army and Navy Journal im Jahr 1863 und das monatlich erscheinende Galaxy Magazine im Jahr 1866.
Zusammen mit George Wood Wingate errichtete er im Rang eines Colonels am 17. November 1871 die „National Rifle Association“ und löste 1872 deren ersten Präsidenten, den pensionierten General Ambrose Everett Burnside, im Amt ab.
Church war Regierungsbeauftragter für das Untersuchen der Northern Pacific Railroad im Jahr 1882. Er schrieb zwei Biographien, über John Ericsson im Jahr 1891 und über Ulysses S. Grant im Jahr 1899.
Church war auch einer der Gründer des Metropolitan Museum of Art, ein Gründungsmitglied des „Military Order of the Loyal Legion“ und wurde lebenslanges Mitglied und Direktor der „New York Zoological Society“ (New Yorker Zoologische Gesellschaft).